# Copa del Emir de Catar 2023
La Copa del Emir de Catar 2023 fue la 51.ª edición anual de la Copa del Emir de Catar. El campeón, Al-Arabi, recibió un cupo en la Liga de Campeones de la AFC 2023-24.

## Formato
La Copa del Emir de Catar 2023 se jugó con un sistema de eliminación directa (como en la FA Cup inglesa) en la cual los equipos disputaron la llave en un partido. El torneo contó con la participación de 17 conjuntos, siendo 12 de la Stars League de Catar, y 5 de la Segunda División de Catar.
Dos equipos de la Segunda División se enfrentaron en la ronda preliminar, de donde salió un equipo clasificado. En los octavos de final, se sumaron a los 12 equipos de la máxima división, y los tres restantes de Segunda División.

## Equipos participantes
| Equipos de la Stars League (12) - Al-Sadd - Al-Duhail - Al-Wakrah - Al-Arabi - Al-Gharafa - Umm-Salal - Al-Ahli - Al-Rayyan - Qatar S. C. - Al-Shamal - Al-Sailiya - Al-Markhiya | Segunda División de Catar (5) - Al-Khor - Al-Shahaniya - Al-Mesaimeer - Muaither - Al-Kharitiyath |

## Calendario
El sorteo de la Copa del Emir de Catar 2023 se realizó en enero de 2023.
| Fase         | Ronda            | Fecha          |
| ------------ | ---------------- | -------------- |
| Eliminatoria | Ronda preliminar | 27 de enero    |
| Eliminatoria | Octavos de final | 6–9 de marzo   |
| Eliminatoria | Cuartos de final | 8–11 de abril  |
| Eliminatoria | Semifinales      | 24–25 de abril |
| Eliminatoria | Final            | 12 de mayo     |

## Ronda preliminar
El partido se jugó el 27 de enero de 2023.
| Equipo 1     | Resultado    | Equipo 2 |
| ------------ | ------------ | -------- |
| Al-Mesaimeer | 2–2 (4–5 p.) | Muaither |

## Cuadro de desarrollo
|  | Octavos de final | Octavos de final | Octavos de final |              |              | Cuartos de final | Cuartos de final | Cuartos de final |  |            | Semifinales      | Semifinales      | Semifinales      |  |          | Final      | Final      | Final      |  |
|  | 6 al 9 de marzo  | 6 al 9 de marzo  | 6 al 9 de marzo  |              |              | 8 al 11 de abril | 8 al 11 de abril | 8 al 11 de abril |  |            | 24 y 25 de abril | 24 y 25 de abril | 24 y 25 de abril |  |          | 12 de mayo | 12 de mayo | 12 de mayo |  |
|  |                  |                  |                  |              |              |                  |                  |                  |  |            |                  |                  |                  |  |          |            |            |            |  |
|  |                  |                  |                  |              |              |                  |                  |                  |  |            |                  |                  |                  |  |          |            |            |            |  |
|  | Al-Rayyan        | Al-Rayyan        | 1                |              |              |                  |                  |                  |  |            |                  |                  |                  |  |          |            |            |            |  |
|  | Al-Rayyan        | Al-Rayyan        | 1                |              |              |                  |                  |                  |  |            |                  |                  |                  |  |          |            |            |            |  |
|  | Al-Sailiya       | Al-Sailiya       | 2                |              |              |                  |                  |                  |  |            |                  |                  |                  |  |          |            |            |            |  |
|  | Al-Sailiya       | Al-Sailiya       | 2                |              | Al-Sailiya   | Al-Sailiya       | 2 (3)            |                  |  |            |                  |                  |                  |  |          |            |            |            |  |
|  |                  |                  |                  |              | Al-Sailiya   | Al-Sailiya       | 2 (3)            |                  |  |            |                  |                  |                  |  |          |            |            |            |  |
|  |                  |                  | Al-Duhail        | Al-Duhail    | 2 (2)        |                  |                  |                  |  |            |                  |                  |                  |  |          |            |            |            |  |
|  | Al-Duhail        | Al-Duhail        | Al-Duhail        | Al-Duhail    | 2 (2)        | 1                |                  |                  |  |            |                  |                  |                  |  |          |            |            |            |  |
|  | Al-Duhail        | Al-Duhail        |                  |              |              |                  |                  |                  |  |            |                  |                  |                  |  |          |            |            |            |  |
|  | Al-Kharitiyath   | Al-Kharitiyath   | 0                |              |              |                  |                  |                  |  |            |                  |                  |                  |  |          |            |            |            |  |
|  | Al-Kharitiyath   | Al-Kharitiyath   | 0                |              |              |                  |                  |                  |  | Al-Sailiya | Al-Sailiya       | 1                |                  |  |          |            |            |            |  |
|  |                  |                  |                  |              |              |                  |                  |                  |  | Al-Sailiya | Al-Sailiya       | 1                |                  |  |          |            |            |            |  |
|  |                  |                  | Al-Arabi         | Al-Arabi     | 7            |                  |                  |                  |  |            |                  |                  |                  |  |          |            |            |            |  |
|  | Al-Ahli          | Al-Ahli          | Al-Arabi         | Al-Arabi     | 7            | 1                |                  |                  |  |            |                  |                  |                  |  |          |            |            |            |  |
|  | Al-Ahli          | Al-Ahli          |                  |              |              |                  |                  |                  |  |            |                  |                  |                  |  |          |            |            |            |  |
|  | Muaither         | Muaither         | 3                |              |              |                  |                  |                  |  |            |                  |                  |                  |  |          |            |            |            |  |
|  | Muaither         | Muaither         | 3                |              | Muaither     | Muaither         | 0                |                  |  |            |                  |                  |                  |  |          |            |            |            |  |
|  |                  |                  |                  |              | Muaither     | Muaither         | 0                |                  |  |            |                  |                  |                  |  |          |            |            |            |  |
|  |                  |                  | Al-Arabi         | Al-Arabi     | 2            |                  |                  |                  |  |            |                  |                  |                  |  |          |            |            |            |  |
|  | Al-Arabi         | Al-Arabi         | Al-Arabi         | Al-Arabi     | 2            | 3                |                  |                  |  |            |                  |                  |                  |  |          |            |            |            |  |
|  | Al-Arabi         | Al-Arabi         |                  |              |              |                  |                  |                  |  |            |                  |                  |                  |  |          |            |            |            |  |
|  | Al-Shamal        | Al-Shamal        | 0                |              |              |                  |                  |                  |  |            |                  |                  |                  |  |          |            |            |            |  |
|  | Al-Shamal        | Al-Shamal        | 0                |              |              |                  |                  |                  |  |            |                  |                  |                  |  | Al-Arabi | Al-Arabi   | 3          |            |  |
|  |                  |                  |                  |              |              |                  |                  |                  |  |            |                  |                  |                  |  | Al-Arabi | Al-Arabi   | 3          |            |  |
|  |                  |                  | Al-Sadd          | Al-Sadd      | 0            |                  |                  |                  |  |            |                  |                  |                  |  |          |            |            |            |  |
|  | Umm-Salal        | Umm-Salal        | Al-Sadd          | Al-Sadd      | 0            | 1                |                  |                  |  |            |                  |                  |                  |  |          |            |            |            |  |
|  | Umm-Salal        | Umm-Salal        |                  |              |              |                  |                  |                  |  |            |                  |                  |                  |  |          |            |            |            |  |
|  | Al-Khor          | Al-Khor          | 0                |              |              |                  |                  |                  |  |            |                  |                  |                  |  |          |            |            |            |  |
|  | Al-Khor          | Al-Khor          | 0                |              | Umm-Salal    | Umm-Salal        | 1                |                  |  |            |                  |                  |                  |  |          |            |            |            |  |
|  |                  |                  |                  |              | Umm-Salal    | Umm-Salal        | 1                |                  |  |            |                  |                  |                  |  |          |            |            |            |  |
|  |                  |                  | Al-Sadd          | Al-Sadd      | 3            |                  |                  |                  |  |            |                  |                  |                  |  |          |            |            |            |  |
|  | Al-Sadd          | Al-Sadd          | Al-Sadd          | Al-Sadd      | 3            | 4                |                  |                  |  |            |                  |                  |                  |  |          |            |            |            |  |
|  | Al-Sadd          | Al-Sadd          |                  |              |              |                  |                  |                  |  |            |                  |                  |                  |  |          |            |            |            |  |
|  | Al-Markhiya      | Al-Markhiya      | 0                |              |              |                  |                  |                  |  |            |                  |                  |                  |  |          |            |            |            |  |
|  | Al-Markhiya      | Al-Markhiya      | 0                |              |              |                  |                  |                  |  | Al-Sadd    | Al-Sadd          | 5                |                  |  |          |            |            |            |  |
|  |                  |                  |                  |              |              |                  |                  |                  |  | Al-Sadd    | Al-Sadd          | 5                |                  |  |          |            |            |            |  |
|  |                  |                  | Al-Shahaniya     | Al-Shahaniya | 1            |                  |                  |                  |  |            |                  |                  |                  |  |          |            |            |            |  |
|  | Al-Wakrah        | Al-Wakrah        | Al-Shahaniya     | Al-Shahaniya | 1            | 1                |                  |                  |  |            |                  |                  |                  |  |          |            |            |            |  |
|  | Al-Wakrah        | Al-Wakrah        |                  |              |              |                  |                  |                  |  |            |                  |                  |                  |  |          |            |            |            |  |
|  | Al-Shahaniya     | Al-Shahaniya     | 2                |              |              |                  |                  |                  |  |            |                  |                  |                  |  |          |            |            |            |  |
|  | Al-Shahaniya     | Al-Shahaniya     | 2                |              | Al-Shahaniya | Al-Shahaniya     | 3 (4)            |                  |  |            |                  |                  |                  |  |          |            |            |            |  |
|  |                  |                  |                  |              | Al-Shahaniya | Al-Shahaniya     | 3 (4)            |                  |  |            |                  |                  |                  |  |          |            |            |            |  |
|  |                  |                  | Al-Gharafa       | Al-Gharafa   | 3 (3)        |                  |                  |                  |  |            |                  |                  |                  |  |          |            |            |            |  |
|  | Al-Gharafa       | Al-Gharafa       | Al-Gharafa       | Al-Gharafa   | 3 (3)        | 4                |                  |                  |  |            |                  |                  |                  |  |          |            |            |            |  |
|  | Al-Gharafa       | Al-Gharafa       |                  |              |              |                  |                  |                  |  |            |                  |                  |                  |  |          |            |            |            |  |
|  | Qatar S. C.      | Qatar S. C.      | 1                |              |              |                  |                  |                  |  |            |                  |                  |                  |  |          |            |            |            |  |
|  | Qatar S. C.      | Qatar S. C.      | 1                |              |              |                  |                  |                  |  |            |                  |                  |                  |  |          |            |            |            |  |
|  |                  |                  |                  |              |              |                  |                  |                  |  |            |                  |                  |                  |  |          |            |            |            |  |

## Octavos de final
Los partidos se jugaron el 6, 7, 8 y 9 de marzo de 2023.
| Equipo 1   | Resultado | Equipo 2       |
| ---------- | --------- | -------------- |
| Umm-Salal  | 1–0       | Al-Khor        |
| Al-Duhail  | 1–0       | Al-Kharitiyath |
| Al-Rayyan  | 1–2       | Al-Sailiya     |
| Al-Sadd    | 4–0       | Al-Markhiya    |
| Al-Wakrah  | 1–2       | Al-Shahaniya   |
| Al-Arabi   | 3–0       | Al-Shamal      |
| Al-Ahli    | 1–3       | Muaither       |
| Al-Gharafa | 4–1       | Qatar S. C.    |

## Cuartos de final
Los partidos se jugaron entre el 8 y 11 de abril de 2023.
| Equipo 1     | Resultado    | Equipo 2   |
| ------------ | ------------ | ---------- |
| Muaither     | 0–2          | Al-Arabi   |
| Al-Shahaniya | 3–3 (4–3 p.) | Al-Gharafa |
| Al-Sailiya   | 2–2 (3–2 p.) | Al-Duhail  |
| Umm-Salal    | 1–3          | Al-Sadd    |

## Semifinales
Los partidos se jugaron el 24 y 25 de abril de 2023.
| Equipo 1   | Resultado | Equipo 2     |
| ---------- | --------- | ------------ |
| Al-Sailiya | 1–7       | Al-Arabi     |
| Al-Sadd    | 5–1       | Al-Shahaniya |

## Final
La final se jugó el 12 de mayo de 2023 en el estadio Áhmad bin Ali.
| 12 de mayo de 2023 | Al-Sadd | 0 – 3   | Al-Arabi                          | Estadio Áhmad bin Ali, Rayán    |                                 |
| 19:00 (UTC+3)      |         | Reporte | - Al-Soma 62', 90+8' - Ismail 90' | Árbitro(s): Abdulhadi Al-Ruaile | Árbitro(s): Abdulhadi Al-Ruaile |

|                             |
| Bandera de Catar            |
| Campeón Al-Arabi 9.º título |